# 大传统与小传统
大传统与小传统（英語：Great tradition and little tradition）是美国人类学家罗伯特·雷德菲尔德在1956年出版的《鄉民社會與文化︰一位人類學家對文明之研究》（Peasant Society and Culture; An Anthropological Approach to Civilization）一書中提出的概念，藉以說明鄉民社會中存在的兩種不同文化传统。
大傳統與小傳統的概念被莫里斯·弗里德曼、史坦利·譚拜亞（Stanley Tambiah）等人類學家運用至漢人研究與印度社會學等領域，並被歷史學、社會學等相關學科學者引用，成為中國與印度等鄉民社會地區的主要概念之一。

## 概念
雷德菲尔德研究拉丁美洲的鄉民社會時，認為鄉民社會中存在兩種不同的文化傳統：一種是由國家與住在城鎮的士紳與市民們所掌握、書寫的文化傳統；另一種存在於鄉村之中，鄉民藉由口傳等方式流傳的大眾文化傳統。他主張，由於鄉民具有兩種性質︰對於土地的熱愛與追求（不只是利益，還包含熟悉度、親切感與價值判斷等）促使他們願意以祖先的方式依附土地渡過一生，但另一方面，他們卻不同於與世隔絕的部落社會，必須與鄰近城鎮的居民打交道，接受外在社會的新事物引入或影響。因此，大傳統與小傳統間藉由士紳與鄉民這兩者相互依賴，構成整個鄉民社會的文化傳統。
正因鄉民社會被包含於整體的大社會（傳統的帝國體系、殖民體系或現代國家社會）之中，並且存有兩種傳統的互動關係，雷德菲尔德稱呼鄉民社會是種半社會（half-societies）與半文化（half-cultures）。換言之，他視小傳統是被包含在大傳統之中。

## 運用
在台灣，李亦园又将大小传统的概念运用于中国文化的研究，并对应于中国的雅文化和俗文化。